# Ford Zephyr
O Ford Zephyr é um carro construído pela Ford da Bretanha no Reino Unido. Foi comercializado entre os anos 1950 e 1962, como um poderoso modelo de seis cilíndros. A partir de 1962 eram vendidos modelos de quatro cilíndros também.
O Zephyr e sua luxuosa variante, o Zephyr Zodiac, que surgiu em 1955, era o maior carro para passageiros até 1971, quando foi substituído pelos Ford Consul e Ford Granada, que eram maiores.